# Acroteriobatus annulatus
Acroteriobatus annulatus är en rockeart som beskrevs av Müller och Henle 1841. Acroteriobatus annulatus ingår i släktet Acroteriobatus och familjen Rhinobatidae. IUCN kategoriserar arten globalt som livskraftig. Inga underarter finns listade i Catalogue of Life.